# Amorin Imbrolia de Araújo dos Reis
Amorin Imbrolia de Araújo dos Reis (* 16. November 1997) ist eine 160-cm-große osttimoresische Taekwondoin.
Bei den Taekwondo-Weltmeisterschaften 2017 kam Reis auf Platz 33.
Bei den Südostasienspiele 2019 gewann sie in der Gewichtsklasse unter 57 Kilogramm die Bronzemedaille.